# Université Constantine 2 – Abdelhamid Mehri
Die Université Constantine 2 – Abdelhamid Mehri (arabisch جامعة قسنطينة 2 عبد الحميد مهري, DMG Ǧāmiʿat Qusanṭīna 2 ʿAbd al-Ḥamīd Mahrī) ist eine Universität in Constantine in Algerien.

## Geschichte
Die Hochschule wurde 2011 unter dem Namen Université Constantine 2 gegründet. 2014 wurde sie zu Ehren des algerischen Diplomaten und Politikers Abdelhamid Mehri in Université Abdelhamid Mehri – Constantine umbenannt. Sie bietet Grund- und Aufbaustudiengänge in verschiedenen Disziplinen an, von Psychologie und Pädagogik bis hin zu Wirtschaft und Management. Die Universität hat sich zum Ziel gesetzt, zu einer spezialisierten Forschungseinrichtung in der Region zu werden und mit Industriepartnern zusammenzuarbeiten.
Sie verfügt über die folgenden Fakultäten:
- Fakultät für neue Informations- und Kommunikationstechnologien
- Fakultät für Human- und Sozialwissenschaften
- Fakultät für Wirtschafts- und Handelswissenschaften und Betriebswirtschaftslehre
- Fakultät für Psychologie und Erziehungswissenschaften
- Institut der Wissenschaften und Techniken der Sportwissenschaften
- Institut für das Bibliothekswesen

Sitz ist an der Nouvelle ville Ali Mendjeli, Constantine, BP: 67A, Algeria.